# Spirillinoides
Spirillinoides es un género de foraminífero bentónico de la subfamilia Ammodiscinae, de la familia Ammodiscidae, de la superfamilia Ammodiscoidea, del suborden Ammodiscina y del orden Astrorhizida. Su especie-tipo es Spirillinoides circumcinctus. Su rango cronoestratigráfico abarca el Holoceno.

## Discusión
Clasificaciones previas incluían Spirillinoides en el suborden Textulariina del orden Textulariida.

## Clasificación
Spirillinoides incluye a las siguientes especies:
- Spirillinoides circumcinctus